# حمام بوحجر
حمام بوحجر هي إحدى بلديات ولاية عين تموشنت الجزائرية.يقع حمام بوحجر في منطقة إستراتيجية بين ثلاث ولايات يقع على بعد 20 كلم من عين تموشنت وعلى بعد 60 كلم من وهران وعلى بعد 40 كلم من مدينة سيدي بلعباس كما يقع على بعد 20 كلم من البحر.

## إقتصاد

### سياحة

#### حمام المعدني
```
تعتبر مدينة حمام بوحجر من بين أجمل البلديات بالولاية.
```

بحيث تشمل عدة مناطق سياحية منها: 
- المحطة المعدنية،
- حمام الحامظة

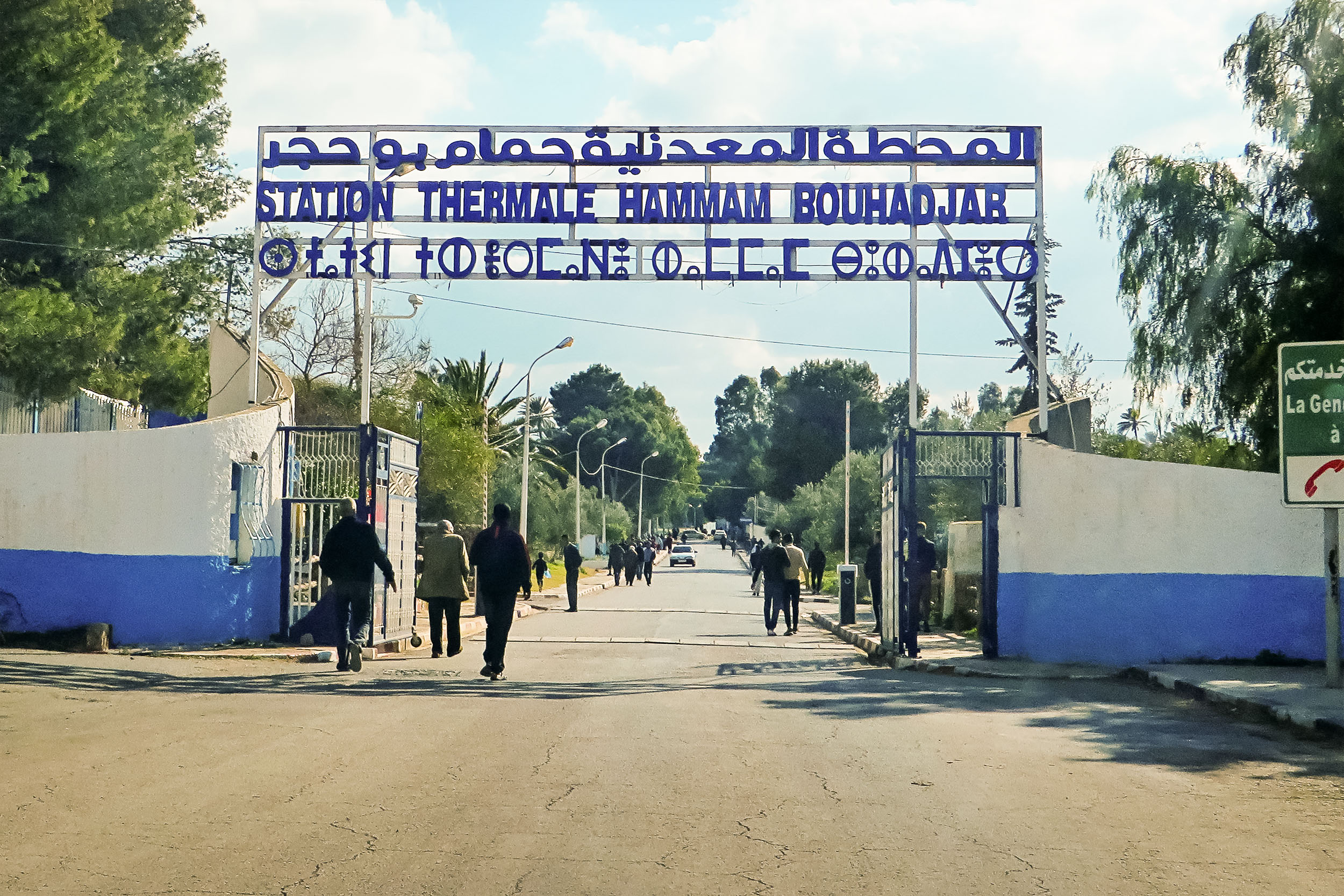
حمام بوحجر

- حمام سيدي عايد والجرف الصغير أو le petit vichy و

- غابة كوروليس

كما تحتوي على معالم أثرية للعهد الإستعماري مازالة تستعمل إلى حد اليوم منها دار البلدية،
- الكنيسة (حولت إلى مسجد حمزة بن عبد المطلب)
- دير اليهود (حول إلى مدرسة قرآنية داخلية)

السوق اليومي للخضر/، وعديد المباني الجميلة موزعة عبر النسيج العمراني للمدينة مما يعطيها جمالا جذابا
تتميز المدينة باتساع شوارعها وتنوع أشجارها التي تعطي بهاء للمدينة.

## أعلام
- ابراهيم امزوار
- تاج بن سحاولة